# Pierre Cochereau
Pierre Eugène Charles Cochereau /pjɛʀ kɔʃˈʀo/ (Saint-Mandé, 9 luglio 1924 – Lione, 6 marzo 1984) è stato un organista, insegnante e compositore francese.

## Biografia
Pierre Cochereau scelse la musica dopo gli studi secondari e un anno di giurisprudenza. Dopo aver iniziato a studiare l'organo con Marie-Louise Girod, e lavorato in seguito con André Fleury, entrò al Conservatorio di Parigi dove ricevette l'insegnamento di Marcel Dupré, Maurice Duruflé e Noël Gallon. Vinse primi premi in organo, armonia, composizione e storia della musica. Marcel Dupré aveva scoperto molto presto il suo talento, e dirà di lui, più tardi, che era un fenomeno senza uguali. Dal 1942 è stato titolare dell'organo della chiesa di San Rocco e divenne nel 1955 titolare dell'organo della cattedrale di Notre Dame, senza concorso. In realtà aveva già suonato questo strumento, per una messa, improvvisando un offertorio, sotto lo sguardo di Léonce de Saint-Martin, allora titolare.
Farà di questo strumento uno fra i più celebri, un luogo di accoglienza di organisti di tutto il mondo ai quali cederà le sue tastiere tutte le domeniche pomeriggio per udizioni di un'ora nel corso delle quali sarebbero stati citati tutti gli stili organistici. Questi concerti, magnificamente presentati da Jehan Revert, maestro di cappella di Notre-Dame, sono stati registrati per sua stessa volontà, rendendoli un archivio inestimabile dell'arte organistica del XX e XXI secolo. Egli dimostrava un mirabile eclettismo per il repertorio dedicato a questo strumento, ammettendo in queste udizioni le opere, all'epoca, più moderne da Arvo Pärt a Iannis Xenakis, passando per compositori poco considerati come Georges Delerue che gli scrisse (e per Roger Delmotte) una Sonata per tromba e organo.
Durante i 30 anni che ha trascorso a Notre Dame, Pierre Cochereau ebbe a cuore la manutenzione e il perfezionamento del «suo» organo, capolavoro (1868) dell'organaro Aristide Cavaillé-Coll. A questo scopo si rivolse prima a Jean Hermann poi, alla morte di questi, a Robert Boisseau e Jean-Loup Boisseau. Sotto la sua guida, questi artigiani (ai quali si deve associare anche Bertrand Cattiaux) avrebbero fatto di questo strumento d'eccezione ciò che è oggi. Ma, come ci si poteva aspettare, le opinioni furono alquanto contrastanti riguardo alle integrazioni che «subì» negli anni sessanta e settanta (fra cui, tra l'altro, l'elettrificazione, la reintonazione e l'apertura dei fondi, quindi una trasformazione profonda di un capolavoro di Cavaillé-Coll) e ai lavori successivi, che per certi aspetti sono tuttavia ritornati allo stato precedente.
Contrariamente alla maggior parte dei suoi colleghi dell'epoca, Pierre Cochereau era, insieme a Souberbielle, Jean-Albert Villard e qualche altro organista poco più giovane, come Michel Chapuis, Francis Chapelet o ancora Xavier Darasse per citarne solo alcuni, molto competente in materia di organaria, sia orientata verso un ritorno alla «tradizione» o impregnata di modernità, e il lavoro manuale non gli era estraneo, come anche le competenze amministrative.
Fu inoltre direttore del conservatorio di Le Mans dal 1949 al 1956, del conservatorio di Nizza dal 1961 al 1979 e infine gli fu dato l'incarico di creare ex novo a Lione il secondo conservatorio nazionale superiore in Francia, di cui sarà direttore fino alla morte nel 1984. Oltre a essere un grande organista capace di interpretazione allo stesso tempo brillanti e rispettose della tradizione del repertorio organistico classico, romantico e contemporaneo, è particolarmente reputato per i suoi doni eccezionali e per le sue solide capacità improvvisative. Grazie alla loro ricchezza di inventiva e della loro perfezione formale, un gran numero di improvvisazioni è stato pubblicato in partitura e inciso da altri interpreti, fatto raro (un altro caso noto sono le improvvisazioni di Charles Tournemire).
Pierre Cochereau fu inoltre, molto più semplicemente, un «organista di chiesa» tanto presente in cantoria quanto glielo permetteva la sua carriera di concertista e di insegnante. La sua conoscenza approfondita del canto gregoriano e più in generale della musica liturgica faceva dei suoi interventi durante le celebrazioni, sia accompagnando che improvvisando, degli indimenticabili momenti di musica.
Pierre Cochereau fu il primo a far uscire «fisicamente» l'organo dai suoi luoghi di elezione, facendo tournée, accompagnato spesso dal suo amico trombettista Roger Delmotte, con il suo organo a canne «itinerante» dotato di una dozzina di registri (costruito da Philippe Hartmann) che trasportava su un rimorchio agganciato a una delle sue sontuose automobili.
Pierre Cochereau fu inoltre, insieme a Pierre Firmin-Didot, cofondatore del Grand Prix de Chartres, concorso d'organo di rinomanza internazionale, che ebbe l'originalità di istituire, accanto al tradizionale premio di esecuzione, un altro altrettanto importante di improvvisazione.
Anche se un certo numero di improvvisatori si proclama essere suo «figlio spirituale», Pierre Cochereau è oggi quasi sconosciuto. La sua opera musicale scritta è di qualità, ma poco abbondante. Ha tuttavia lasciato, su centinaia di nastri ReVox ben conservati, un'immensa quantità di improvvisazioni (e anche, ma in numero minore, opere del repertorio) registrate durante le celebrazioni e i concerti a Notre-Dame. L'ascolto analitico della somma delle sue registrazioni effettuate su un periodo che si estende dal 1965 fino alla sua morte e realizzate con talento e assiduità da François Carbou divrebbe permettere di comprendere e apprezzare la realtà di questo artista unico e, malgrado gli onori tributatigli in vita, misteriosamente atipico e particolarmente esuberante.
Pierre Cochereau morì a causa della rottura di un aneurisma nella notte fra il 5 e il 6 marzo 1984 a Lione, all'età di 59 anni.
Con sua moglie Nicole aveva avuto due figli che sono diventati entrambi musicisti: Jean-Marc (1949-2011), direttore d'orchestra e direttore del conservatorio di Tours, e Marie-Pierre, arpista.
Una strada porta il suo nome a Montpellier e anche un viale a Roquevaire. Il conservatorio di Nizza è intitolato a lui.

## Onorificenze
Ufficiale della Legione d'onore, ufficiale dell'Ordine nazionale del merito, ufficiale dell'Ordine delle arti e delle lettere, commendatore dell'Ordine di San Gregorio Magno, Grande medaglia di vermeil della città di Parigi, Medaglia d'onore della città di Digione.

## Catalogo delle opere

### Organo solo
- Symphonie (scritta nel periodo 1950-1955. Pubblicata da Éditions Chantraine, 1996, EC 100)
  - 1. Adagio et Allegro
  - 2. Adagio
  - 3. Scherzando
  - 4. Allegro
- Trois Variations sur un thème chromatique (scritte nel 1963. Pubblicate da Leduc, 1963)
- Micro-Sonate en Trio op. 11 (scritta nel 1969. Pubblicata da Leduc, 1969)
- Variations sur "Ma jeunesse a une fin" op. 16 (scritte nel 1972. Pubblicate da Leduc, 1972)

### Organo con altri strumenti
- Concerto in do diesis maggiore per organo e orchestra (scritto nel 1951. Inedito.)

### Coro
- Paraphrase de la Dédicace per coro, due organi, due gruppi di ottoni e sei timpani (scritta nel 1963. Pubblicata da Dr. Josef Butz Musikverlag/Éditions Chantraine, EC 148)
- Hymne (inedito)

### Musica da camera
- Mélodies (inedito)
- Quintette avec piano (inedito)

## Trascrizioni delle improvvisazioni di Pierre Cochereau
- Symphonie improvisée.
- I. Adagio
- II. Scherzo
- III. Adagio
- IV. Toccata
  - Improvvisata nel giugno 1956 all'organo Aeolian-Skinner della Boston Symphony Hall. Trascritta da Jeremy Filsell.
    - Dr. J. Butz Musikverlag/Éditions Chantraine, 2004, EC 160.
      - Disco: Cochereau: Les "Incunables", Solstice, 2000, SOCD 177/8, 2 CD.
- Symphonie en improvisation
- I. Agité
- II. Scherzo
- III. Lent
- IV. Final
  - Improvvisata nel dicembre 1963 a Notre-Dame di Parigi per Philips. Trascritta da John Scott Whiteley.
    - Dr. J. Butz Musikverlag/Éditions Chantraine, 2006, EC 161.
      - Disco: Cochereau: La LégendeSolstice, 2007, SOCD 237. Collection Grandes Orgues Vol. 4: Messiaen/Cochereau, Philips, 1995, Philips 446 642-2, 1 CD.
- Treize improvisations sur les versets de vêpres
  - Improvvisate nel dicembre 1963 a Notre-Dame di Parigi per Philips. Trascritte da Jeanne Joulain.
    - Éditions Chantraine, 1997, EC 125.
      - Disco: Pierre Cochereau improvise sur des Noëls, Solstice, 1997. SOCD 152. 1 CD.
- Prélude et Variations sur "Venez, Divin Messie"
  - Improvvisato il 24 dicembre 1968 a Notre-Dame di Parigi per Philips. Trascritto da David Briggs.
    - Éditions Chantraine, 1998, EC 122.
      - Disco: Cochereau: La Légende, Solstice, 2007, SOCD 237.
- Sortie sur "Adeste Fideles"
  - Improvvisata il 24 dicembre 1968 a Notre-Dame di Parigi per Philips. Trascritta da François Lombard.
    - Éditions Chantraine, EC 150.
      - Disco: Pierre Cochereau improvise sur des Noëls, Solstice, 1997, SOCD 152, 1 CD.
- Cantem toto la Gloria
  - Improvvisato il 23 luglio 1969 a Collioure (Pirenei Orientali; positivo Hartmann). Trascritto da David Briggs.
    - Éditions Chantraine, 1997, EC 120.
      - Disco: Pierre Cochereau: 12 improvisations inédites, Solstice, 2002, SOCD 200/1, 2 CD.
- Thème et Variations sur "Alouette, gentille alouette"
  - Improvvisato nell'aprile 1970 a Notre-Dame di Parigi per Philips. Trascritto da David Briggs.
    - United Music Publishers, 1992.
      - Disco: Collection Grandes Orgues Vol. 16: Cochereau joue Cochereau, Improvisations 1, Philips, 1996, Philips 454 655-2, 1 CD.
- Quinze versets sur "Ave Maris Stella".
  - Improvvisati il 15 agosto 1970 a Notre-Dame di Parigi. Trascritti da François Lombard.
    - Éditions Chantraine, EC 157.
      - Disco: Pierre Cochereau improvise en concert à Notre-Dame de Paris, Solstice, 1989, FYCD 127, 1 CD.
- Variations sur un vieux Noël
  - Improvvisate il 24 dicembre 1972 a Notre-Dame di Parigi. Trascritte da Jeremy Filsell.
    - Éditions Chantraine, EC 137.
      - Disco: Pierre Cochereau improvise en concert à Notre-Dame de Paris, Solstice, 1989, FYCD 127, 1 CD.
- Introduction, Choral et Variations sur "O Filii et filiæ"
  - Improvvisati il 22 aprile 1973 a Notre-Dame di Parigi. Trascritti da François Lombard.
    - Éditions Chantraine, 2000, EC 151.
      - Disco: Pierre Cochereau: L'organiste de Notre-Dame, Solstice, 1992, SOCD 94/6, 3 CD.
- Boléro sur un thème de Charles Jacquet per organo e percussioni.
  - Improvvisato nel maggio 1973 a Notre-Dame di Parigi per Philips. Trascritto da Jean-Marc Cochereau.
    - Éditions Chantraine, 1996, EC 116.
      - Disco: Cochereau: La Légende, Solstice, 2007, SOCD 237, Collection Grandes Orgues Vol. 16: Cochereau joue Cochereau, Improvisations 1, Philips, 1996, Philips 454 655-2, 1 CD.
- Berceuse à la mémoire de Louis Vierne.
  - Improvvisata nel maggio 1973 a Notre-Dame di Parigi per Philips. Trascritta da Frédéric Blanc.
    - Éditions Chantraine, 1997, EC 119.
      - Disco: Collection Grandes Orgues Vol. 17: Cochereau joue Cochereau, Improvisations 2, Philips, 1996, Philips 454 656-2, 1 CD.
- Variations sur "Frère Jacques".
  - Improvvisate nel maggio 1973 a Notre-Dame di Parigi per Philips. Trascritte da François Lombard.
    - Éditions Chantraine. EC 149.
      - Disco: Collection Grandes Orgues Vol. 17: Cochereau joue Cochereau, Improvisations 2, Philips, 1996, Philips 454 656-2, 1 CD.
- Suite à la française sur des thèmes populaires.
- I. Prélude "Légende de Saint-Nicolas"
- II. Air "Trimazo"
- III. Gigue "Compagnons de la Marjolaine"
- IV. Musette "Nous n'irons plus au bois"
- V. Sarabande "Dans les prisons de Nantes"
- VI. Menuet "V'la l'bon vent"
- VII. Toccata "Marche des rois"
  - Improvvisata nel maggio 1973 a Notre-Dame di Parigi per Philips. Trascritta da François Lombard.
    - Éditions Chantraine, EC 115.
      - Disco: Collection Grandes Orgues Vol. 16: Cochereau joue Cochereau, Improvisations 1, Philips, 1996, Philips 454 655-2, 1 CD.
- Scherzo symphonique.
  - Improvvisato il 10 febbraio 1974 a Notre-Dame di Parigi. Trascritto da Jeremy Filsell.
    - Éditions Chantraine, 1998, EC 139.
      - Disco: Pierre Cochereau: L'organiste de Notre-Dame, Solstice, 1992, SOCD 94/6, 3 CD.
- Sortie sur "Venez, Divin Messie".
  - Improvvisata nel marzo 1974  Notre-Dame di Parigi per FY/Solstice. Trascritta da François Lombard.
    - Éditions Chantraine, 1996, EC 113.
      - Disco: Noël à Notre-Dame de Paris, Solstice, 1994, SOCD 906, 1 CD.
- Suite de Danses per organo e percussioni.
- I. Marche
- II. Sarabande
- III. Musette
- IV. Tambourin
- V. Menuet
- VI. Gigue
  - Improvvisata il 29 maggio 1974 a Notre-Dame di Parigi. Trascritta da David Briggs.
    - Éditions Chantraine, EC 123.
      - Disco: Cochereau: Deux grandes improvisation en concert, Solstice, 1985, FYCD 118, 1 CD.
- Sortie sur "Haec Dies".
  - Improvvisata il 30 marzo 1975 a  Notre-Dame di Parigi. Trascritta da François Lombard.
    - Tournai: Éditions Chantraine, 1997. EC 112.
      - Disco: Pierre Cochereau: L'organiste de Notre-Dame, Solstice, 1992, SOCD 94/6, 3 CD.
- Neuf Pièces improvisées en forme de Suite française.
- I. Kyrie
- II. Petit Plein-Jeu
- III. Offertoire
- IV. Tierce en taille
- V. Voix humaine
- VI. Basse de Cromorne
- VII. Flûtes
- VIII. Basse de Trompette
- IX. Grand Plein-Jeu
  - Improvvisati fra il 15 e il 18 marzo 1977 a Notre-Dame di Parigi per FY/Solstice. Trascritti da Jeanne Joulain.
    - Éditions Chantraine, EC 64.
      - Disco: Pierre Cochereau: L'art de l'improvisation, Solstice, 1999, FYCD 059, 1 CD.
- Variations sur un Noël
  - Improvvisate il 27 giugno 1977 a Notre-Dame di Parigi per FY/Solstice. Trascritte da François Lombard.
    - Éditions Chantraine, 1997, EC 90.
      - Disco: Pierre Cochereau: L'art de l'improvisation, Solstice, 1999, FYCD 059, 1 CD.
- Une Messe Dominicale
- I. Entrée
- II. Offertoire
- III. Élévation
- IV. Communion
- V. Sortie
  - Improvvisata il 28 giugno 1977 a Notre-Dame di Parigi per FY/Solstice. Trascritta da François Lombard.
    - Éditions Chantraine, 1997, EC 114.
      - Disco: Pierre Cochereau: L'art de l'improvisation, Solstice, 1999, FYCD 059, 1 CD.
- Triptyque symphonique sur deux thèmes.
- I. Introduction et Scherzo
- II. Fugue
- III. Final
  - Improvvisato il 29 giugno 1977 a Notre-Dame di Parigi per FY/Solstice. Trascritto da David Briggs.
    - Éditions Chantraine, 1998, EC 121.
      - Disco: Pierre Cochereau: L'art de l'improvisation, Solstice, 1999, FYCD 059, 1 CD.

## Discografia
- Camille Saint-Saëns
  - 3a sinfonia, organo di Notre-Dame di Parigi, Berliner Philharmoniker, dir. Herbert Von Karajan CD DG 1982
- Pierre Cochereau: L'Œuvre écrite
  - Symphonie pour grand orgue; Paraphrase de la Dédicace; Trois Variations sur un thème chromatique; Micro Sonate en trio; Thème et Variations sur "Ma jeunesse a une fin".
    - François Lombard (Symphonie) e Pierre Pincemaille, organo. Coro regionale Provence-Alpes-Côte d'Azur. Orchestra filarmonica di Marsiglia. Jean-Marc Cochereau, direzione. Registrato nel 1999 a St. Vincent di Roquevaire (Bouches-du-Rhône). Solstice, 1999, SOCD 163, 1 CD.
- Cochereau
  - DVD, ritratto di Pierre Cochereau (2 ore).
    - Solstice, 2004, SODVD 01, 1 DVD.
- Cochereau: Les "Incunables"
  - Liszt: Ad nos, ad salutarem undam ; Vierne: 2. Sinfonie e-Moll op. 20; Dupré: Symphonie-Passion op. 20; Cochereau: Symphonie improvisée.
    - Pierre Cochereau, organo. Registrato nel 1955 a Notre-Dame di Parigi (Liszt, Vierne, Dupré) e nel giugno 1956 (Symphonie improvisée) nella Symphony Hall, Boston. Solstice, 2000, SOCD 177/8, 2 CD.
- Cochereau: La Légende
  - Symphonie en Improvisation; Treize improvisations sur des versets de Vêpres; Boléro improvisé sur un thème de Charles Racquet pour orgue et percussion.
    - Pierre Cochereau, organo. Michel Cals e Michel Gastaud, percussioni (Boléro improvisé). Registrato nel dicembre 1963 (Symphonie, Treize improvisations) e nel maggio 1973 (Boléro improvisé) a Notre-Dame di Parigi. Solstice, 2007, SOCD 237, 1 CD.
- Collection Grandes Orgues Vol. 4: Messiaen/Cochereau.
  - Olivier Messiaen: estratti dalla "Nativité du Seigneur"; Le banquet céleste; Apparition de l’église éternelle (febbraio 1972); Symphonie en improvisation (maggio 1973).
    - Pierre Cochereau, organo. Registrato a Notre-Dame di Parigi. Philips, 1995, Philips 446 642-2, 1 CD.
- Pierre Cochereau improvise sur des Noëls aux grandes orgues de Notre-Dame de Paris
  - Pierre Cochereau, organo. Registrato fra il 1969 e il 1973 a Notre-Dame di Parigi. Solstice, 1997, SOCD 152, 1 CD.
- Pierre Cochereau: 12 Improvisations inédites
  - Turnée estiva 1969 sul positivo Philippe Hartmann.
    - Pierre Cochereau, organo. Registrato fra il 16 luglio e il 29 agosto 1969. Solstice, 2002, SOCD 200/1, 2 CD.
- Collection Grandes Orgues Vol. 16 : Cochereau joue Cochereau, Improvisations 1
  - Improvisations sur “Alouette, gentille alouette” (aprile 1970); Suite à la française sur des thèmes populaires; Boléro sur un thème de Charles Racquet, per organo e percussioni (maggio 1973)[3].
    - Pierre Cochereau, organo. Michel Cals e Michel Gastaud, percussioni (Boléro). Registrato a Notre-Dame di Parigi. Philips, 1996, Philips 454 655-2, 1 CD.
- Collection Grandes Orgues Vol. 17: Cochereau joue Cochereau, Improvisations 1
  - Treize improvisations sur des versets de Vêpres (dicembre 1963); Berceuse à la mémoire de Louis Vierne; Variations sur “Frère Jacques“ (maggio 1973).
    - Pierre Cochereau, organo. Registrato a Notre-Dame di Parigi. Philips, 1996, Philips 454 656-2, 1 CD.
- Pierre Cochereau: Deux grandes improvisations en concert
  - Suite de Danses; Prélude, Adagio et Choral Varié.
    - Pierre Cochereau, organo. Michel Cals e Michel Gastaud, percussioni (Suite de Danses). Registrato fra il 24 maggio 1974 (Suite) e il 27 febbraio 1970 (Prélude, Adagio et Choral Varié) a Notre-Dame di Parigi. Solstice, 1985, FYCD 118, 1 CD.
- Pierre Cochereau: L'organiste de Notre-Dame
  - Opere di Johann Sebastian Bach, César Franck, Olivier Messiaen, Marcel Dupré, Rouget de Lisle, e varie registrazioni di improvvisazioni liturgiche e pubbliche.
    - Pierre Cochereau, organo. Registrato fra il 1968 e il 1984 a Notre-Dame di Parigi e nella Cattedrale di Chartres (Introduction, Choral et Variations sur un thème donné par P. C., 30 settembre 1973). Solstice, 1992, SOCD 94/6, 3 CD.
- Pierre Cochereau, Orgue
  - Opere di Johann Sebastian Bach, François Couperin, Louis Vierne, Olivier Messiaen e una improvvisazione su tema dato.
    - Pierre Cochereau, organo. Registrato il 12 luglio 1970 e il 2 luglio 1972 nella chiesa parrocchiale di Magadino, Italia. Ermitage, 1996, ERM 176-2, 1 CD.
- Pierre Cochereau improvise en concert à Notre-Dame de Paris
  - 15 Versets sur Ave Maris Stella; Variations sur un Noël.
    - Pierre Cochereau, organo. Registrato il 15 agosto 1970 (Versets) e il 24 dicembre 1972 (Variations) a Notre-Dame di Parigi. Solstice, 1989, FYCD 127, 1 CD.
- Improvisations sur des thèmes de Pâques à Notre-Dame de Paris
  - Symphonie en 4 mouvements (11 aprile 1971); Introduction, Choral, Fugue et Variations (26 marzo 1978); Prélude, Adagio, Fugue et Choral Varié (19 aprile 1981).
    - Pierre Cochereau, organo. Registrato a Notre-Dame di Parigi. Solstice, 2003, SOCD 206, 1 CD.
- Pierre Cochereau: L'organiste liturgique
  - Quatre Messes improvisées (Entrée, Offertoire, Communion et Sortie).
    - Pierre Cochereau, Organo. Registrato fra il giugno 1973 e il novembre 1977 a Notre-Dame di Parigi. Solstice, 2003, SOCD 226, 1 CD.
- Noël à Notre-Dame de Paris
  - Pierre Cochereau, organo. Cantori di Notre-Dame. Jehan Revert, direzione. Registrato in marzo e giugno 1974 a Notre-Dame di Parigi. Solstice, 1994, SOCD 906, 1 CD.
- Les offices du dimanche à Notre-Dame de Paris
  - Office de Laudes; Grand’Messe; Vêpres.
    - Pierre Cochereau, organo. Cantori di Notre-Dame/Corale della Cattedrale. Jehan Revert, direzione. Registrato il 27 febbraio 1976 e 9 novembre 1968 a Notre-Dame di Parigi. Solstice, 1988, FYCD 019, 1 CD.
- Pierre Cochereau: L'art de l'improvisation
  - 30 pezzi di presentazione dell'organo di Notre-Dame.
    - Pierre Cochereau, organo. Registrato fra il 15 marzo e il 29 giugno 1977 a Notre-Dame di Parigi. Solstice, 1999, FYCD 059, 1 CD.
- Œuvres de Otto Barblan et Henri Gagnebin
  - Otto Barblan: Toccata op. 23; Fantaisie op. 16; Chaconne op. 10 sur BACH. Henri Gagnebin: Toccata; Dialogue et Passacaille. Pierre Cochereau intervistato con Gérard Delatena.
    - Pierre Cochereau, organo. Registrato nell'ottobre 1977 a Notre-Dame di Parigi. Motette Ursina, Motette M 10350, 1 LP.
- Cochereau: Un Testament Musical
  - Integrale delle 25 improvvisazioni sul Vangelo secondo Matteo.
    - Pierre Cochereau, organo. Registrato il 5 febbraio e il 4 marzo 1984 a Notre-Dame di Parigi. Solstice, 1997, SOCD 150/1, 2 CD.

## Discografia parziale
- 1963: Messe à 8 voix et 8 Instruments H 3 de Marc-Antoine Charpentier, Michel Chapuis organo, con la direzione di Trajan Popesco. LP A. Charlin.
- 1966 - 1970: Intégrale de l'oeuvre pour orgue di Johann Sebastian Bach. 14 CD United archives.
- 1997: Messe pour le Port-Royal H 5 de Marc-Antoine Charpentier, Michel Chapuis organo storico Louis-Alexandre Cliquot (Houdan 1735), Les Demoiselles de Saint-Cyr, dir. Emmanuel Mandrin. CD Auvidis Astrée report Naïve 2007.
- 1999: Bach: Intégrale de l'Oeuvre pour orgue, 14 CD, United Archives, B005HO1WCY.
- 2002: Messe de Monsieur Mauroy H 6 de Marc-Antoine Charpentier,  Michel Chapuis organo, Le Concert Spirituel. CD Glossa.
- 2004: un'integrale su 4 CD (label Plenum Vox) dei due Livres d’orgue di Jacques Boyvin è stata pubblicata nel 2004 da Michel Chapuis sull'organo di Jean de Joyeuse/Jean-François Muno della cattedrale di Auch.
- 2006: Organ of the Chapelle Royale of Versailles by Michel Chapuis, CD, Plenum Vox, B01KB1RZ8M.
- 2007: Jeannette Sorrell, Bach - Toccata & Fugue And Other Masterpieces For Organ by Michel Chapuis, ed. Naive Sa, B01K8O8A22.
- 2017: Noël à l'orgue, 2 CD, Auvidis Valois, Template:ASIN.
- 2017: Dietrich Buxtehude, l'Œuvre d'orgue, Michel Chapuis, CD, Valois, B00008FYOE.